# Воздвиженське укріплення
Воздвиженське укріплення — розташовувалося на лівому фланзі Кавказької укріпленої лінії та входило до складу так званої передової Чеченської лінії. Закладено російськими військами в 1844 році. Основним його призначенням було блокування Аргунської ущелини.

## Історія

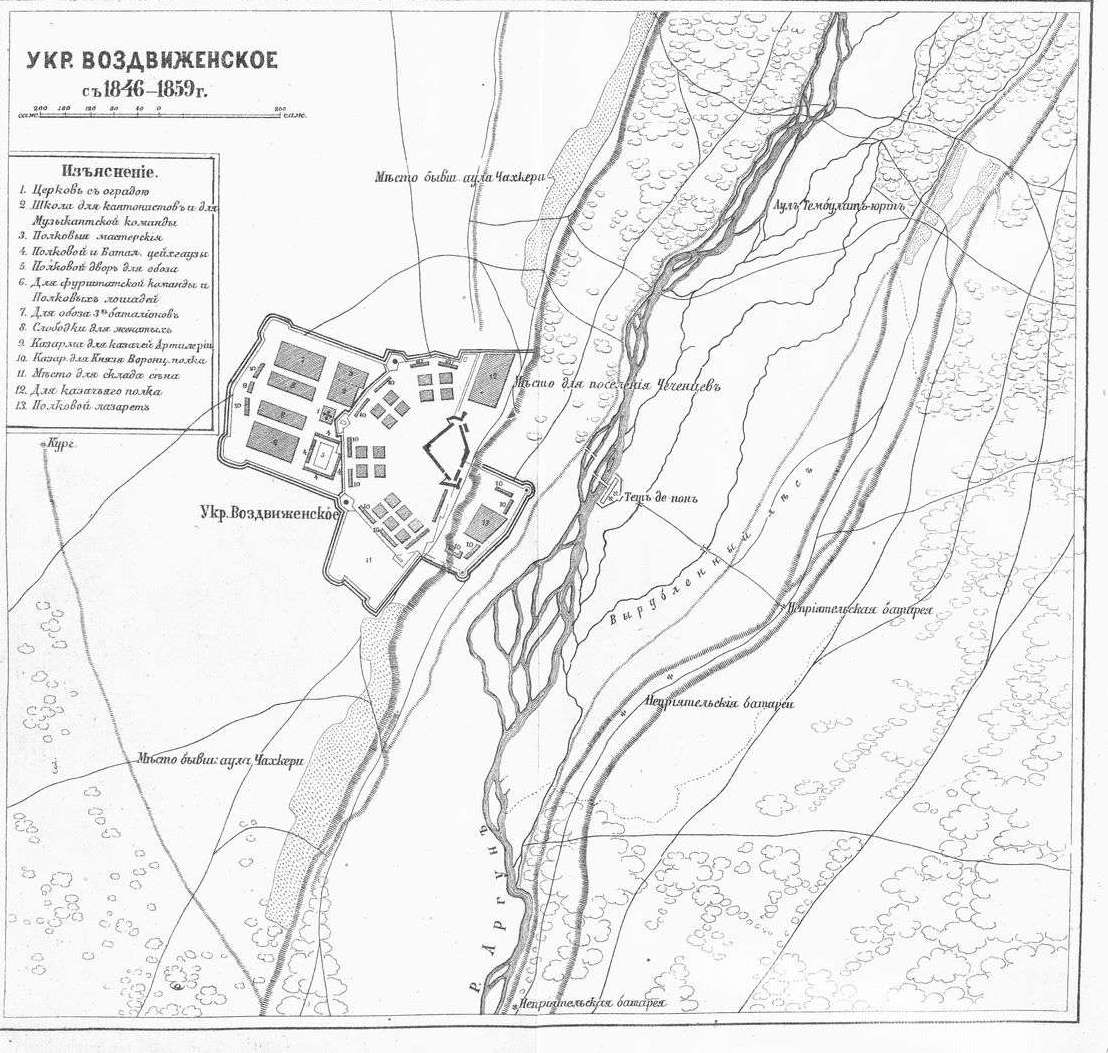
Карта-схема фортеці (1882)

Воздвиженське укріплення розташовувалося на лівому березі річки Аргун і було засноване командувачем 5-го піхотного корпусу генералом від інфантерії О. Лідерсом. Воно знаходилося за 7 км від Аргунської ущелини і за 26 км на південь від Грозного. Укріплення було побудовано загоном генерал-лейтенанта В. Гурка; при цьому знайдено великий кам'яний хрест, схожий формою на древній грузинський, через що воно отримало назву Воздвиженське. Воно стало першим у так званій передовій Чеченській лінії. Раніше на цьому місці знаходилося село Чахкері, зруйноване генералом А. Єрмоловим у 1826 році.

### Опис
Складові: оборонна казарма на 1 батальйон і «зимовий табір» на 6 батальйонів, обнесений з боку рівнини чотирма земляними бастіонними фронтами «надійного профілю», а з боку річки кремальєр, фронтом. На озброєнні укріплення знаходилося 34 гармати фортечної та польової артилерії. Фортеця являла собою квадрат обнесений кам'яною стіною, всередині розташовувалися казарми. Одночасно зі зведенням фортеці було збудовано чотири вежі. Вежі цегляні круглі, верхній поверх їх мав більший діаметр ніж нижній. З середини 1847 року в Воздвиженському укріпленні розташовувався головний штаб Куринського полку. Воздвиженське часто служило вихідним пунктом та базою для експедицій усередину Чечні. У другій половині XIX століття укріплення втратило своє військово-стратегічне призначення і було ліквідоване. Пізніше на місці фортеці виникло село Воздвиженська слобода.

### Події, пов'язані з укріпленням
- У 1850 році в укріпленні побував майбутній імператор Олександр II. Цей візит згадується полковником К. Білевичем у своїй книзі «Кілька картин з кавказької війни та вдач горян»:

|  | Тут у 1850 році дорогоцінне життя покійного Государя Імператора вперше наразилася на небезпеку: тут Його Величність, що був тоді Спадкоємцем престолу, слідуючи з Воздвиженського укріплення з куринцями і козаками, на чолі кавалерії стрімко атакував узлісся лісу, з якого, стріляючи, здався ворог. |

- Перші археологічні предмети, знайдені у Чечні 1850 року при земляних роботах біля фортеці Воздвиженської річці Аргун, привернули увагу вчених Н. Ханікова та І. Бартоломея, артефакти являли собою вироби з бронзи та заліза. Видана після цього публікація стала першою публікацією старовин Чечні[13].
- У 1851 року наїб Хаджи-Мурат здається у фортеці Воздвиженській командиру Куринського полку графу Воронцову, після конфлікту із імамом Шамілем. Згодом Лев Толстой описав ці події у своїй повісті «Хаджи-Мурат»[14].
- Влітку 1853 року в Воздвиженському укріпленні побував юнкер Л. Толстой[15] і взяв участь в одній із сутичок з горцями. У 1854 році він написав присвячену цим подіям оповідання «Як помирають російські солдати»[16].

## Полки, що дислокувалися в укріпленні
- Кабардинський 80-й піхотний полк
- Куринський 79-й піхотний полк
- Модлінський 57-й піхотний полк
- Навагінський 78-й піхотний полк
- Празький 58-й піхотний полк
- Тенгінський 77-й піхотний полк[17][18].

## Фортеця у мистецтві

Иллюстрации к повести Льва Толстого «Хаджи-Мурат»
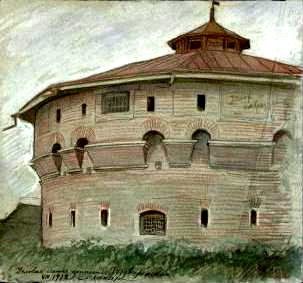
Башта фортеці. Художник Є. Є. Лансере
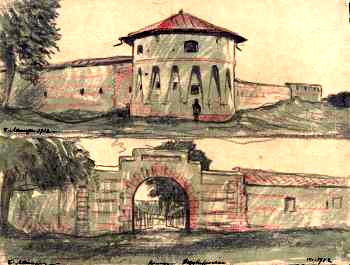
Фортеця Воздвиженська
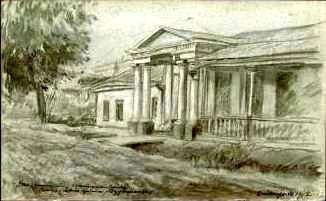
Слобода поруч із фортецею

## Пам'ять
Одна з вулиць Грозного в селищі Мічуріна названа Воздвиженською на згадку про фортецю та слободу.